# 行政院聯合服務中心
行政院聯合服務中心，又稱區域聯合服務中心，簡稱聯服中心，是中華民國行政院在全國各地設置的業務服務機關（派出機關），各中心首長為主任（通常由內閣成員兼任），實際上則由執行長運作中心事務（常由行政院顧問兼任）。其主要提供單一窗口，以加強服務首都所在的北部區域以外之地區民眾的洽公需要。定位以「服務」、「協調」為主，各事項涉及決策部份仍依法定行政程序，由各主管機關或提報行政院決定。

## 沿革
精省後，行政院陸續成立了各部會中部辦公室、區域聯合服務中心。由於其設置是為了提供與行政院交流的窗口，因此行政院所在的北部區域並未設置服務中心。

## 服務中心列表
| 名稱                       | 現任執行長 | 機關所在地                     | 成立日期      | 行政區劃 | 縣市                   |
| -------------------------- | ---------- | ------------------------------ | ------------- | -------- | ---------------------- |
| 行政院南部聯合服務中心     | 許乃文     | 高雄市苓雅區政南街6號          | 1998年6月1日  | 1直轄市  | 高雄市                 |
| 行政院南部聯合服務中心     | 許乃文     | 高雄市苓雅區政南街6號          | 1998年6月1日  | 2縣      | 屏東縣、澎湖縣         |
| 行政院中部聯合服務中心     | 莊競程     | 臺中市南屯區黎明路二段503號8樓 | 2003年5月14日 | 1直轄市  | 臺中市                 |
| 行政院中部聯合服務中心     | 莊競程     | 臺中市南屯區黎明路二段503號8樓 | 2003年5月14日 | 3縣      | 苗栗縣、彰化縣、南投縣 |
| 行政院東部聯合服務中心     | 洪宗楷     | 花蓮縣花蓮市中山路371號7、8樓  | 2007年9月29日 | 2縣      | 花蓮縣、臺東縣         |
| 行政院雲嘉南區聯合服務中心 | 劉米山     | 嘉義市東區吳鳳北路184號2樓     | 2012年3月27日 | 1直轄市  | 臺南市                 |
| 行政院雲嘉南區聯合服務中心 | 劉米山     | 嘉義市東區吳鳳北路184號2樓     | 2012年3月27日 | 1市      | 嘉義市                 |
| 行政院雲嘉南區聯合服務中心 | 劉米山     | 嘉義市東區吳鳳北路184號2樓     | 2012年3月27日 | 2縣      | 雲林縣、嘉義縣         |
| 行政院金馬聯合服務中心     | 吳增允     | 金門縣金城鎮民權路34號         | 2017年1月17日 | 2縣      | 金門縣、連江縣         |

## 外部連結
- 行政院南部聯合服務中心 （页面存档备份，存于）
- 行政院中部聯合服務中心 （页面存档备份，存于）
- 行政院東部聯合服務中心 （页面存档备份，存于）
- 行政院雲嘉南區聯合服務中心 （页面存档备份，存于）
- 行政院金馬聯合服務中心 （页面存档备份，存于）